# A ferro e fuoco (singolo)
A ferro e fuoco è un singolo del cantante italiano Mario Venuti, pubblicato nel febbraio 2008 come estratto dall'album L'officina del fantastico.

## Descrizione
A ferro e fuoco ha partecipato al Festival di Sanremo 2008, classificandosi 19º. Venuti nella terza serata del festival ha eseguito il brano insieme al suo ex gruppo dei Denovo.
Il singolo è stato registrato agli Hit Factory Studios di Milano da Nicolò Fragile e prodotto da Arancia Sonora, Mario Venuti, Nicolò Fragile e Nuccio la Ferlita. È stato pubblicato in formato CD e in download digitale dall'etichetta discografica Universal Music.
Il singolo è risultato uno dei più trasmessi dalla radio italiane.

## Videoclip
Il video prodotto per A ferro e fuoco è stato girato da Lorenzo Vignolo e vede il cantante nel ruolo del custode di un vecchio deposito di tram. Dentro ad uno dei tram si risveglia un giovane cavaliere medievale (Interpretato da Cristian D'Angella). Il cavaliere esce dal vagone e si aggira spaesato nella Torino del ventunesimo secolo alla ricerca della sua bella damigella, di cui porta un ritratto. Alla fine la trova, ma deve combattere con un cavaliere nero (interpretato da Mario Venuti) per riaverla. Alla fine il giovane si sveglia nuovamente all'interno del tram e si rende conto che è stato tutto un sogno.

## Tracce
1. A ferro e fuoco – 3:48 (testo: Kaballà, Mario Venuti – musica: Mario Venuti)

## Classifiche
| Classifica (2006) | Posizione |
| ----------------- | --------- |
| Italia            | 26        |

## Crediti

### Musicisti
- Mario Venuti - voce

### Personale tecnico
- Nuccio la Ferlita - produttore esecutivo
- Antonio Baglio - master
- Celeste Frigo - missaggio
- Mario Venuti - produttore
- Nicolò Fragile - produttore e tecnico di studio